# Symptôme (pathologie végétale)
Pour les articles homonymes, voir Symptôme (homonymie).
En pathologie végétale, un symptôme est la manifestation visible d'une maladie causée par une infection par des agents phytopathogènes ou d'un désordre physiologique dû à des facteurs abiotiques (toxicité, carence, etc.). Un symptôme se définit précisément par la différence entre le phénotype observé et le phénotype normal attendu dans des conditions d'environnement données.
Des milliers de maladies des plantes ont été recensées dans le monde, dont beaucoup entraînent, lorsqu'il s'agit de plantes cultivées, d'importantes pertes de récoltes. Une détection précoce et un diagnostic précis sont essentiels pour une gestion efficace des maladies des plantes. Ainsi, la première étape dans l'étude d'une maladie est la détection rapide des plantes malades. Cette détection initiale rapide est largement basée sur les signes et les symptômes de la maladie. Cependant, l'apparition de symptômes ne marque pas forcément le début de la maladie car il peut y avoir un temps de latence (ou incubation).

## Signes et symptômes
Les « signes » sont la présence physique externe, visible, de l'agent pathogène lui-même ou des structures qu'il a formées. Des signes facilement détectables sont par exemple :
- dans le cas d'une infection fongique les masses  de mycélium et de spores observées sur les feuilles infectées. C'est le cas des urédosores rouge-brique et des téleutosores noirs de la rouille noire du blé, des spores de charbon (Ustilago) et des cloques blanches de rouille blanche (Albugo). Ces stades des agents pathogènes sont d'abord invisibles mais  deviennent apparents à mesure que les spores mûrissent[2].
- dans le cas d'une infection bactérienne, le suintement bactérien observé par exemple dans la  maladie des stries foliaires du riz due à Xanthomonas[3].

Les « symptômes » sont les changements visibles qui se produisent sur la plante-hôte en réponse à une infection par des agents phytopathogènes. Pour toute maladie chez une espèce de plantes donnée, il se produit une expression caractéristique des symptômes, apparaissant généralement dans une série séquentielle au cours de l'évolution de la maladie. Cette série de symptômes illustrant l'image de la maladie constitue le « syndrome de la maladie ».
Les symptômes morphologiques peuvent être visibles sur toute la plante ou sur certains organes. On peut les classer en plusieurs types principaux : changements de couleur, nécroses, anomalies de croissance, flétrissements, etc.
La relation entre les symptômes et les dégâts et les pertes est complexe. Des symptômes spectaculaires n'entraînent pas nécessairement des pertes importantes et, inversement, des symptômes insignifiants peuvent causer des pertes commerciales importantes.

## Changements de couleur

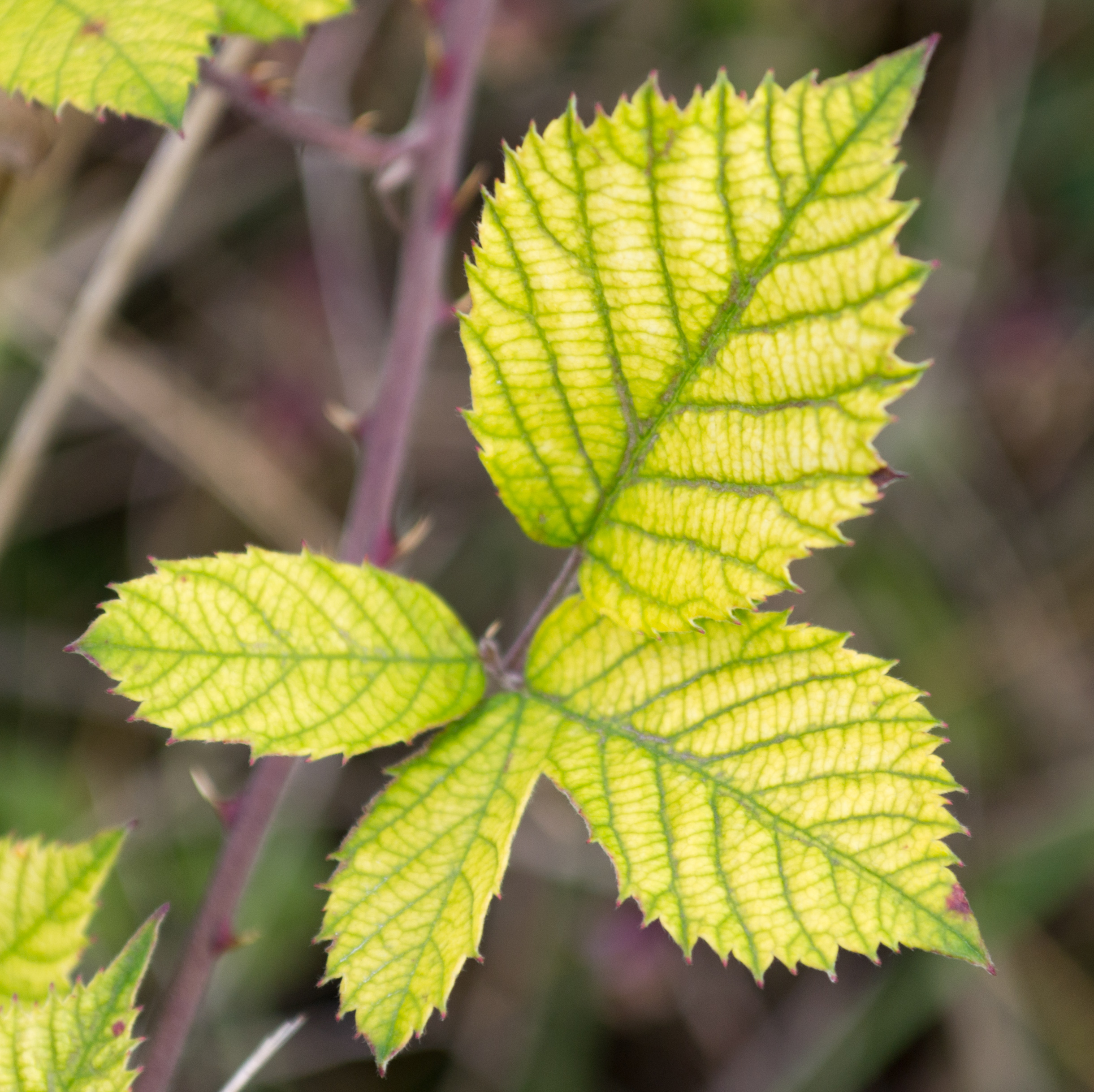
Symptôme de chlorose sur feuille de Rubus ulmifolius.

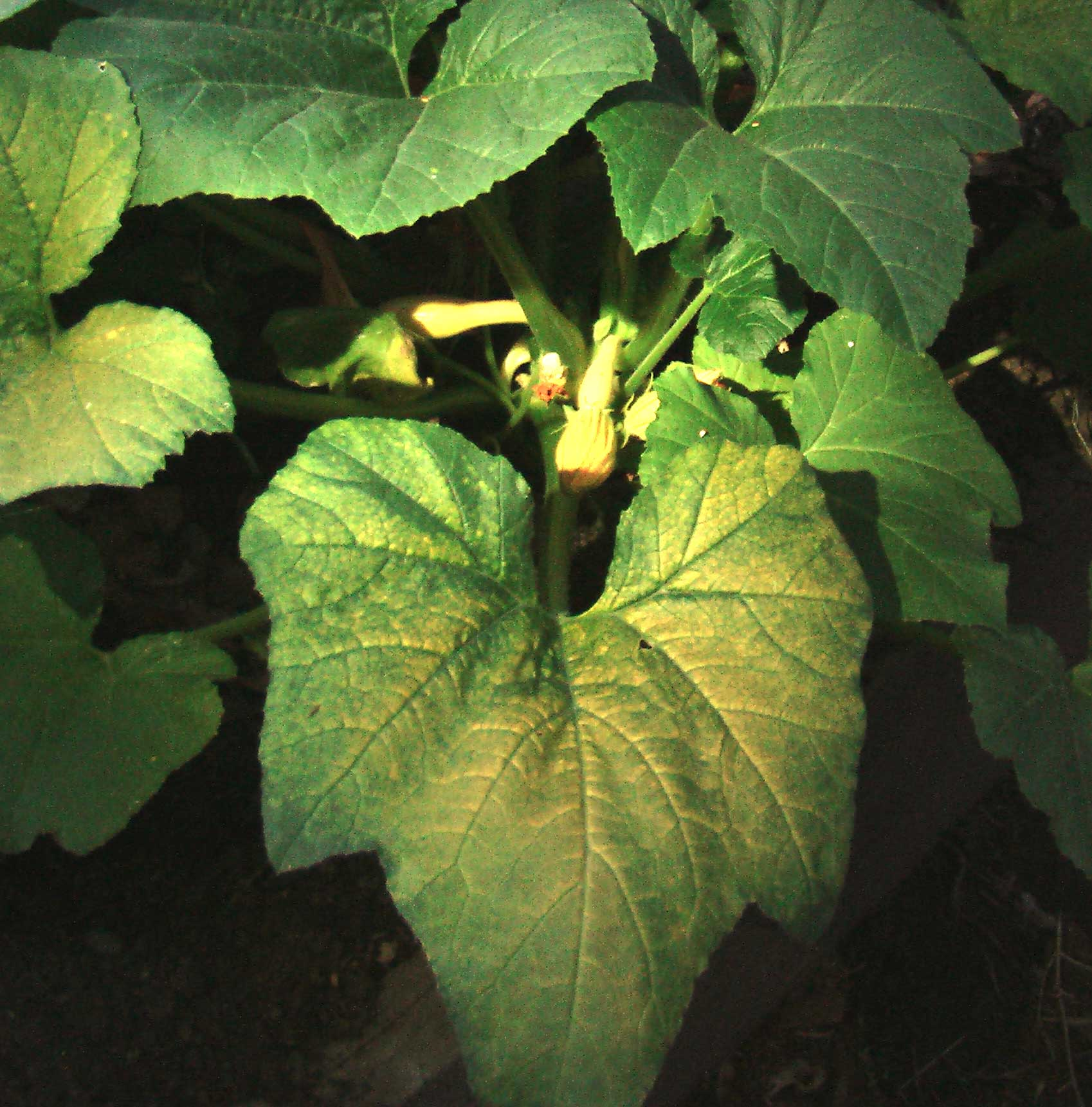
Symptôme de mosaïque jaune virale (Zucchini yellow mosaic virus) sur feuilles de courge.

Les changements de couleur des tissus végétaux sont un symptôme courant des maladies des plantes. Ils affectent principalement les feuilles, mais aussi les fleurs, les fruits, les tiges et les racines. Le plus souvent, ils sont dus à un manque de chlorophylle (hypochlorophyllose) qui entraîne le jaunissement (ou jaunisse) des tissus normalement verts, du fait de la prédominance d'autres pigments (carotène, xanthophylles), comme on peut l'observer dans le cas de maladies virales comme celle de la  mosaïque jaune du navet, ou d'un échec de la formation de la chlorophylle. Une telle répression de la couleur des feuilles peut être totale ou partielle. Lorsqu'elle est totale, elle est connue sous le nom d'albinisme. Cependant, la répression partielle, la plus courante, produit une forme de chlorose
Des taches de tissu vert clair ou vert foncé alternant avec des zones chlorotiques ou jaunâtres sont décrites comme une mosaïque, symptôme causé par de nombreux virus végétaux. En fonction de l'intensité et du motif de la décoloration, les mosaïques sont qualifiées différemment. Des taches irrégulières de zones claires et sombres, aux limites diffuses, prennent le nom  de marbrure. Lorsque les limites de taches sont nettement définies, on parle de panachure. Les alternances de taches de couleurs différentes peuvent aussi former des motifs variés : striures, arabesques, mouchetures, taches annulaires, etc. Les taches annulaires, que l'on observe par exemple dans le cas des taches annulaires nécrotiques du gazon, sont des masses circulaires chlorotiques avec un centre vert.
L'éclaircissement, ou jaunissement, des nervures est un changement de couleur couramment observé sur les feuilles
La chlorophylle peut également se développer dans des tissus qui en sont normalement dépourvus, provoquant un symptôme de virescence. Ainsi, le tissu généralement blanc ou coloré devient vert. C'est notamment le cas des organes floraux transformés en feuilles vertes.
L'anthocyanose est due au surdéveloppement de l'anthocyane et entraîne l'apparition d'une coloration rougeâtre ou violacée. Les changements de couleur peuvent également avoir lieu dans les fleurs. Un exemple est celui des tulipes affectées par le virus de la panachure de la tulipe.

## Nécrose
La « nécrose » est causée par la mort de cellules végétales. Le tissu végétal affecté vire généralement au brun et au noir. Les symptômes nécrotiques apparaissent souvent sur une zone réduite, par exemple sous forme de taches nécrotiques sur les feuilles, mais ils peuvent s'étendre à des organes dans n'importe quelle partie de la plante, tant dans les tissus verts ou les tissus ligneux, que dans les fruits et les organes de réserve, voire se généraliser à toute la plante.

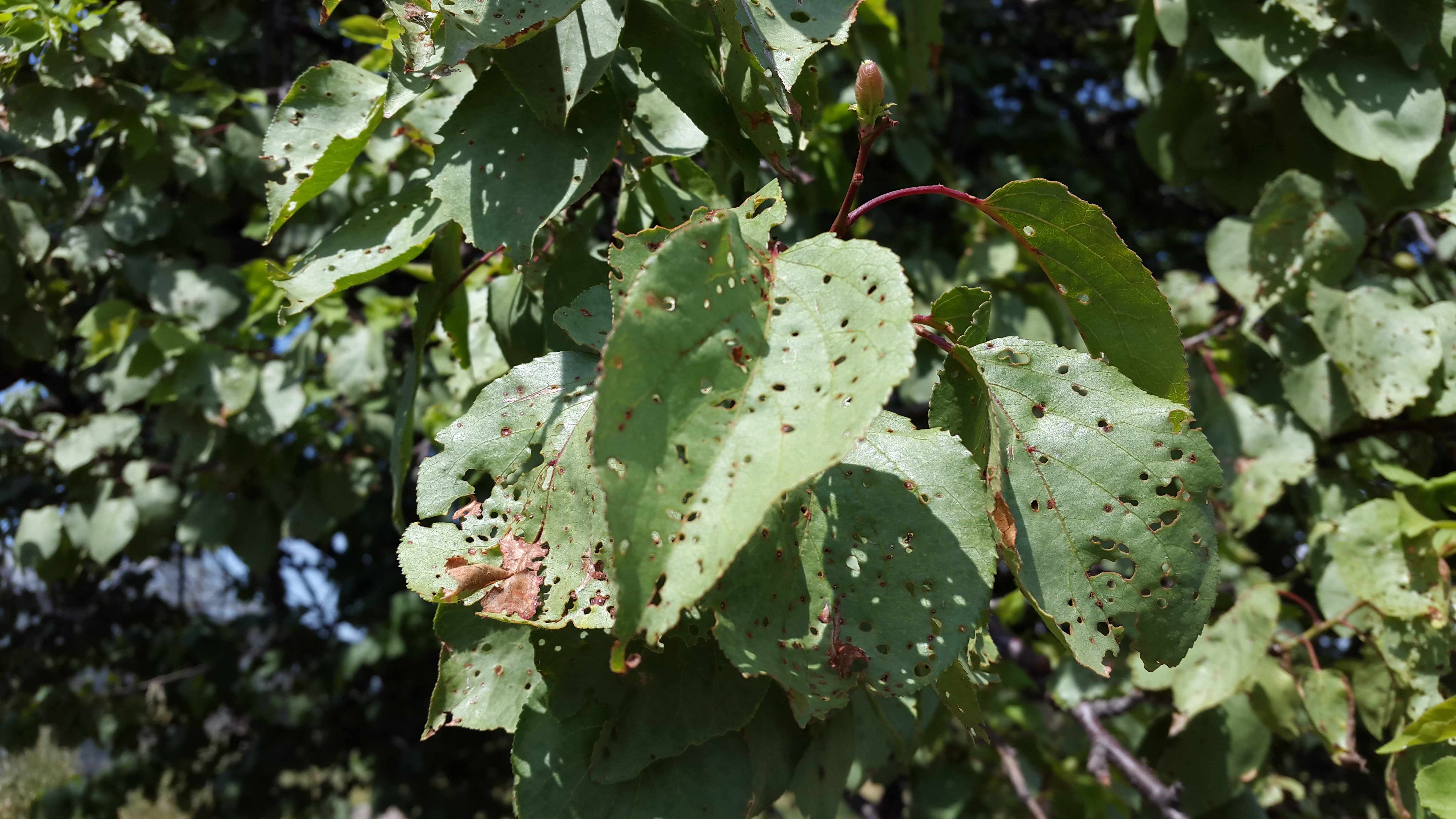
Feuilles d'abricotier « criblées » (Wilsonomyces carpophilus).

Les nécroses affectant les tissus végétatifs se présentent différemment selon la nature des symptômes et le type de tissu vert. Sur les feuilles, on peut observer des taches nécrotiques parfois de quelques millimètres de diamètre, qui peuvent entraînent des perforations par suite de la chute des tissus morts. On parle alors de « feuilles criblées » comme dans la maladie criblée des arbres fruitiers.
La « fonte des semis » fait référence au flétrissement soudain et à la mort des plantules à la suite d'une nécrose étendue des tissus tendres des racines et de la tige près du niveau du sol, en raison de l'attaque par des agents pathogènes telluriques tels que les champignons des genres  Botrytis, Fusarium, Phytophthora, Rhizoctonia, Sclerotinia, Phoma et Pythium. Ces champignons sont connus pour provoquer la fonte des semis chez différentes espèces de plantes maraîchères, telles que aubergine, piment, haricot mungo, tabac, tomate et courge.

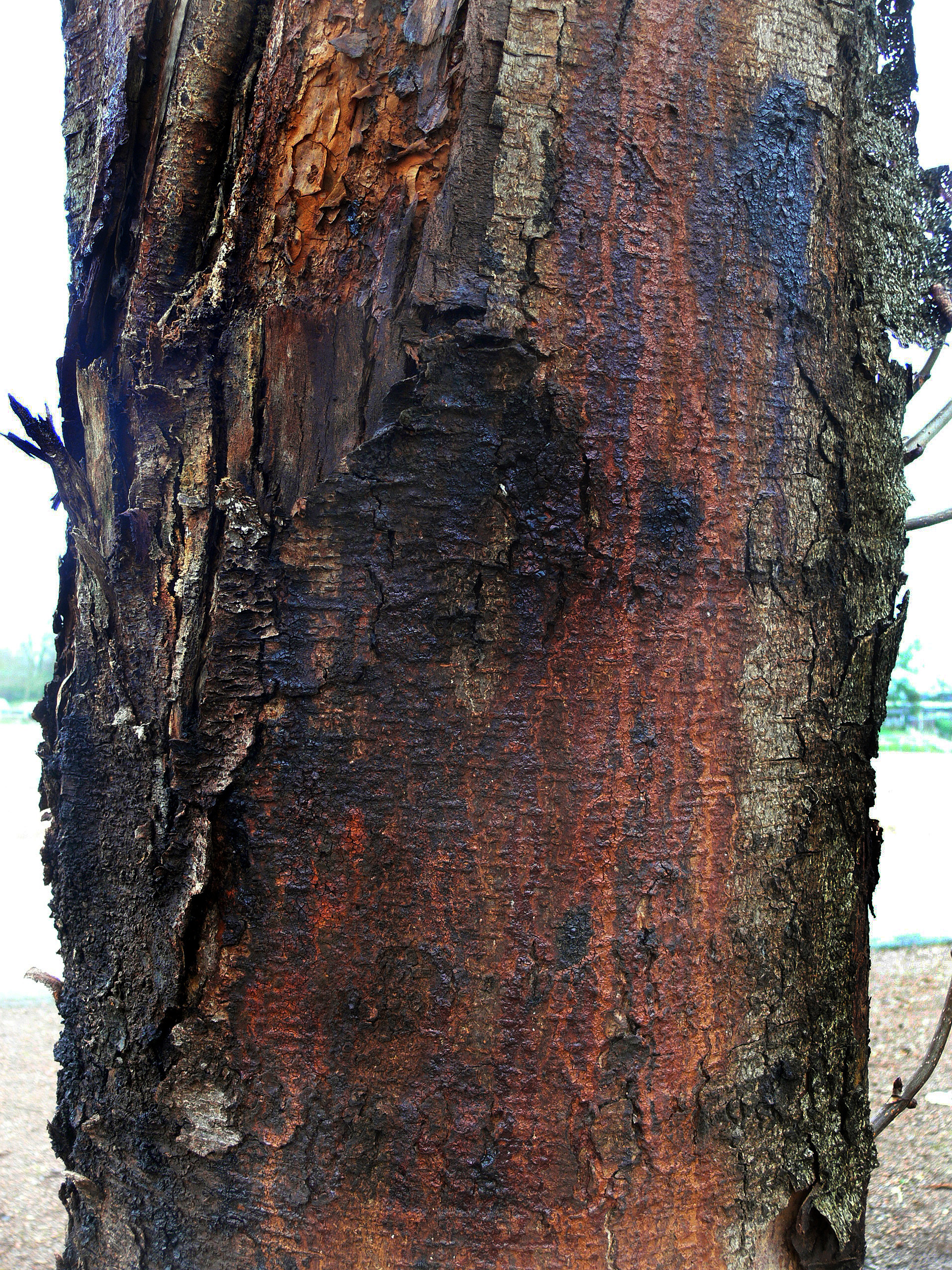
Chancre du marronnier dû à Pseudomonas syringae.

La nécrose restreinte de l'écorce et du tissu cortical des tiges et des racines est appelée « chancre ». Dans les lésions enfoncées des chancres, le tissu nécrotique est fortement limité, généralement par un cal provenant du tissu sain adjacent.
La « nécrose réticulaire » est un symptôme résultant d'un schéma irrégulier d'anastomoses entre des striures ou des rayures.
L'« échaudure » (cf. échaudure de l'orge) est le blanchiment des tissus épidermiques et adjacents des fruits et parfois des feuilles.

## Dépérissement
La nécrose des tissus ligneux entraîne souvent divers types de symptômes de dépérissement, ou dépérissement terminal, terme qualifiant la nécrose d'une pousse à partir de son sommet, ou de la cime d'un arbre, qui s'étend ensuite vers la base. Lorsque ce symptôme s'étend à un peuplement forestier, on parle de « dépérissement forestier ».
Lorsque les tissus ligneux sont malades, ils peuvent exsuder différents types de substances. Lorsque l'exsudat est gommeux, le symptôme est appelé « gommose », alors qu'il s'agit de « résinose » lorsqu'il est résineux. Si l'exsudat n'est ni gommeux, ni résineux, il est décrit comme un « saignement ».

## Pourriture

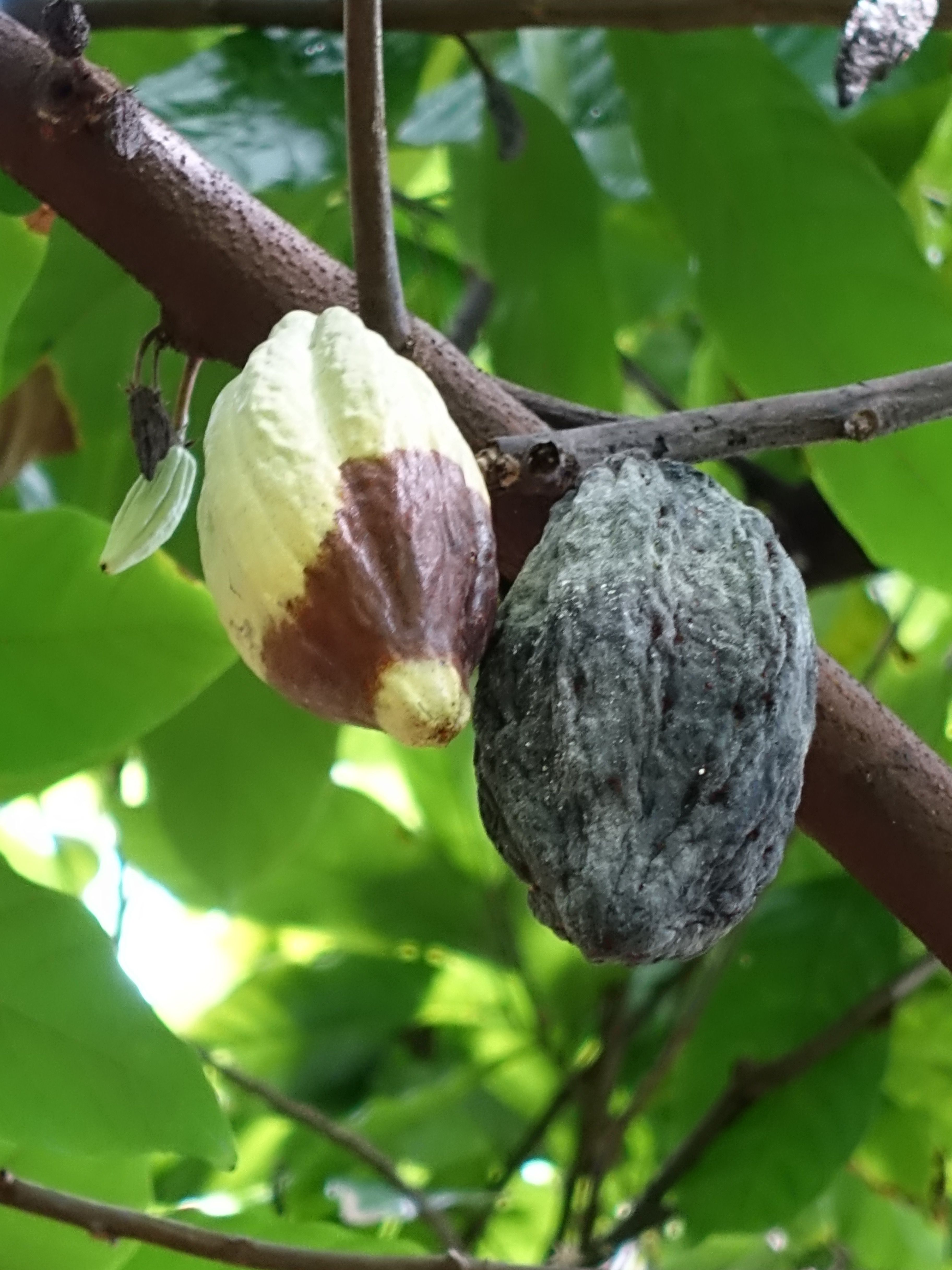
Cabosses de cacaoyer atteintes de pourriture brune, celle de droite complètement momifiée.

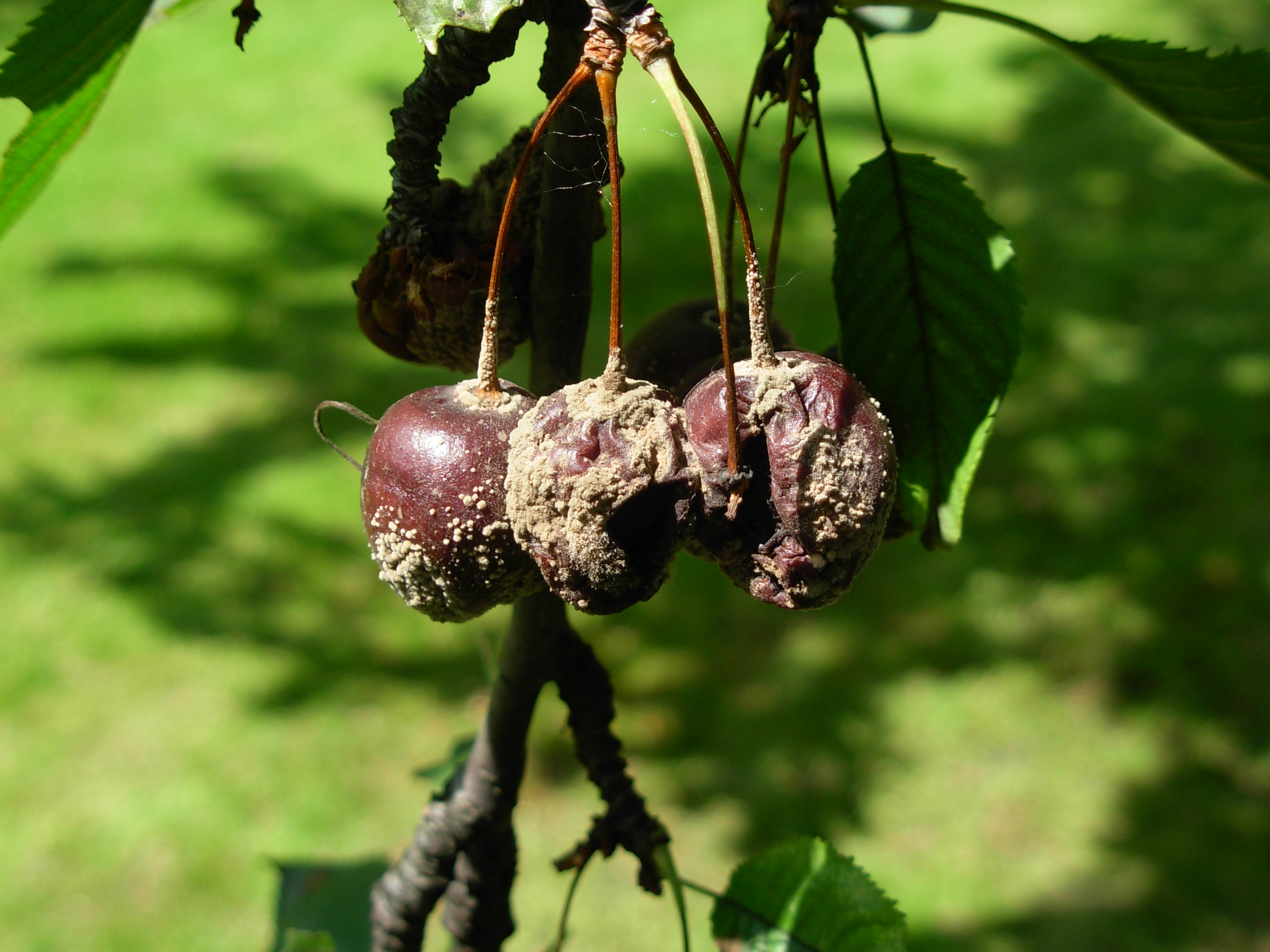
Pourriture de cerises due à la moniliose.

La mort des cellules dans les organes de réserve (tubercules, bulbes, etc.) se termine par une décomposition ou une décomposition appelée « pourriture ». Les pourritures peuvent être dues à des champignons ou à des bactéries. Deux types de pourriture sont identifiés dans ces organes : « pourriture sèche » et « pourriture humide ».
Les pourritures molles (humides) sont celles dont l'agent pathogène décompose très rapidement les parois des cellules-hôtes, libérant leur contenu (cytoplasme). L'organe devient pâteux ou pulpeux et une odeur nauséabonde se développe souvent en raison de la colonisation par des envahisseurs secondaires. De nombreuses espèces de champignons et de bactéries provoquent des pourritures molles sur différents fruits et légumes. Les champignons des genres Botrytis, Rhizopus et les bactéries gram-négatives des genres Erwinia, Pectobacterium et Pseudomonas, sont des exemples d'agents pathogènes qui provoquent fréquemment des pourritures molles.
Dans une pourriture sèche, l'organe de réserve devient dur et sec. Les champignons pathogènes progressent plus lentement à l'intérieur des tissus végétaux, la perte d'eau est rapide. C'est le cas par exemple de la pourriture fusarienne des bulbes de glaïeuls causée par Fusarium  oxysporum  f. gladioli.
Dans certaines maladies, les organes infectés deviennent ratatinés, plissés et coriaces. Lorsque la pourriture sèche atteint ce stade on parle de « momification ».

## Croissance anormale

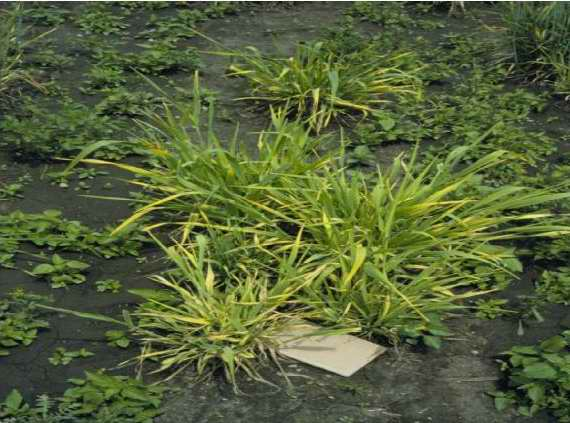
Symptômes sur blé du virus de la jaunisse nanisante de l'orge.

De nombreux symptômes de maladie résultent de changements du mode de croissance chez les plantes malades. Ces changement peuvent être causés soit par une croissance réduite (atrophie), soit par une croissance excessive (hypertrophie).
L'atrophie ou nanisme se manifeste par une taille inférieure à la normale des plantes, ou parties de plantes. Le nanisme peut être un symptôme secondaire à des symptômes primaires qui peuvent être consécutifs à des causes variées biotiques (oomycètes, champignons, nématodes, virus, viroïdes et phytoplasmes) ou abiotiques (carences, toxicité par herbicides, environnement, etc.).
L'hypertrophie ou gigantisme peuvent résulter d'une croissance excessive soit des feuilles et des fruits, soit des tiges et des racines.
Cela peut être dû à une augmentation excessive du nombre de cellules produites (hyperplasie), soit à l'augmentation anormale de la taille des cellules végétales (hypertrophie), entraînant dans les deux cas un surdéveloppement de la taille des plantes ou des organes végétaux.

## Flétrissement

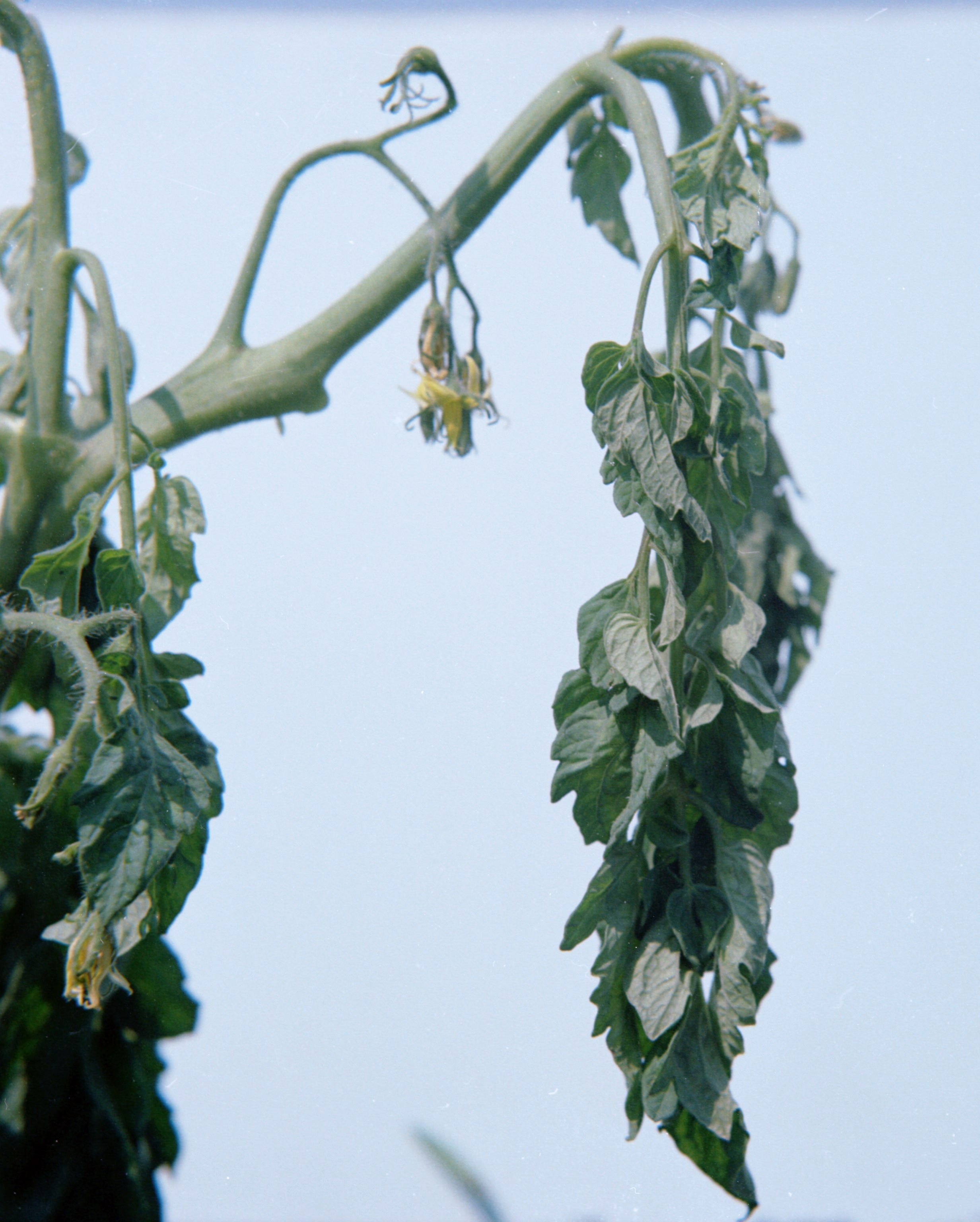
Flétrissement bactérien d'un plant de tomate (Solanum lycopersicum) dû à Ralstonia solanacearum).

Le flétrissement, ou flétrissure, est dû à la perte de turgescence des tissus végétaux entraînant l'affaissement et la chute de parties de la plante. C'est un symptôme courant dans le cas des maladies dont l'agent pathogène, ou les métabolites toxiques qu'il produit, affecte les tissus vasculaires de la plante-hôte. C'est le cas des maladies appelées « trachéomycoses » et « trachéobactérioses ». L'interférence dans le transport de l'eau provoquée par l'infection de ces agents pathogènes vasculaires conduit au flétrissement. Contrairement au flétrissement dû à une faible  humidité du sol, le flétrissement dû à l'activité de ces agents pathogènes ne peut être surmonté en irriguant les plantes. Les plantes infectées finissent par mourir.